# Trois Cavaliers noirs
Pour plus de détails, voir Fiche technique et Distribution.
Trois Cavaliers noirs (Tres hombres buenos) est un western hispano-italien sorti en 1963, réalisé par Joaquín Luis Romero Marchent.
Ce film est considéré comme le premier dans le filon des westerns spaghetti italo-espagnols.

## Synopsis
Cesare Guzmán est propriétaire d'une fabrique. Sa femme est tuée par des bandits. Il décide de se venger, avec l'aide de ses anciens camarades.

## Fiche technique
- Titre français : Trois Cavaliers noirs
- Titre original espagnol : Tres hombres buenos
- Titre italien : I tre implacabili
- Genre : Western spaghetti
- Réalisation : Joaquín Luis Romero Marchent
- Scénario : José Mallorquí, Mario Caiano
- Production : Norberto Soliño pour PEA, Copercines
- Photographie : Rafael Pacheco
- Montage : Mercedes Alonso
- Musique : Francesco De Masi, Manuel Parada
- Décors : Galicia, Cubero
- Costumes : Rafael Abienzo
- Maquillage : Antonio Florido
- Année de sortie : 1963
- Durée : 86 min
- Format d'image : 2,35:1
- Langue : italien, espagnol
- Pays :  Italie,  Espagne
- Distribution en Italie : PEA
- Date de sortie en salle en France : 25 décembre 1963[1]

## Distribution
- Geoffrey Horne (VF : Michel Gudin) : Cesar Guzmán
- Paul Piaget (VF : Claude Bertrand) : João Silveira
- Fernando Sancho : Diego Abriles
- Claudio Undari (comme Robert Hundar) : McCoy
- Raf Baldassarre (comme Raf Baldasarre) : adjoint au shérif Molero
- Charito del Río (VF : Édith Loria) : Lola
- Cristina Gajoni (VF : Arlette Thomas) : Marisol Benavente
- Donatella Marrosu (sous le pseudo de Turia Nelson) (VF : Colette Bergé) : Elita (italien) / Ana Lupe (espagnol)
- Fernando Montes (VF : Serge Nadaud) : shérif Caceres
- Giuseppe Addobbati (sous le pseudo de John Mac Douglas) : Bardon
- Maximo Carocci : Rex
- Santiago Rivero : don Julio Benavente
- Antonio Gradoli : maire Samuel Hopkins
- Xan das Bolas : agent de la poste
- Emilio Rodríguez : homme de Bardon
- Lorenzo Robledo : Ray Logan
- Antonio Padilla : aubergiste
- Rufino Inglés : Sanders
- Pedro R. Quevedo : Bádenas
- Joe Sambell : homme de Bardon
- Gonzalo Esquiroz : homme de McCoy
- Simón Arriaga : homme de McCoy
- Jose Farber
- Marco Visconti
- V. Fernández
- Faustino Cosmes
- Manuel Lugris
- Miguel de la Riva : homme de Bardon
- Emilio Berrio : un villageois
- Antonio Sanabria
- Jesús Guzmán : croque-mort
- S. Madariaga
- Miguel Merino : Bit Part
- Francisco Montalvo : Lucas
- Enrique Navarro : Navarro
- Faustino Cornejo : barman
- José L. Ferreiro
- Juan Antonio Peral : homme de McCoy